# Langenstraße-Heddinghausen
Langenstraße-Heddinghausen ist ein Stadtteil von Rüthen im Kreis Soest in Nordrhein-Westfalen. Am 31. Dezember 2021 hatte die Ortschaft 460 Einwohner.

## Lage
Langenstraße-Heddinghausen liegt östlich von Oestereiden. Der Ort hat eine Fläche von 7,43 km².

## Geschichte
Im Mittelalter gehörten Langenstraße und Heddinghausen zum kurkölnischen Herzogtum Westfalen. 1802 kamen die Orte an die Landgrafschaft Hessen-Darmstadt, 1815 zum Königreich Preußen und darin 1816 zum Landkreis Lippstadt, wo sie zur Bürgermeisterei Rüthen gehörten. Aus der Bürgermeisterei Rüthen wurde 1843 das Amt Altenrüthen gebildet.
Etwa um 1890 wurden die Gemeinden Heddinghausen und Langenstraße zur Gemeinde Langenstraße-Heddinghausen  zusammengeschlossen. Am 1. Januar 1975 wurde aufgrund § 50 Münster/Hamm-Gesetz die Gemeinde Langenstraße-Heddinghausen aufgelöst und in die Stadt Rüthen eingegliedert.
Ein ortsbildprägendes Gebäude ist die St.-Johannes-Baptist-Kirche.

### Einwohnerentwicklung
- 1871: Heddinghausen 169 Einwohner, Langenstraße 188 Einwohner[4]
- 1885: Heddinghausen 190 Einwohner, Langenstraße 182 Einwohner[5]
- 1910: 351 Einwohner[6]
- 1939: 379 Einwohner
- 1950: 538 Einwohner
- 1961: 411 Einwohner
- 1970: 393 Einwohner
- 1974: 410 Einwohner
- 1975: 407 Einwohner
- 2011: 460 Einwohner
- 2013: 441 Einwohner
- 2014: 446 Einwohner
- 2021: 460 Einwohner[1]

## Politik
Ortsvorsteher ist Antonius Wilmesmeier (CDU).

## Vereine
- Brieftaubenverein „Haarbote“
- Heimatverein Langenstraße-Heddinghausen
- Kameradschaft ehemaliger Soldaten Langenstraße-Heddinghausen
- Landwirtschaftlicher Ortsverein
- Spielmannszug Langenstraße-Heddinghausen
- Theatergruppe Langenstraße-Heddinghausen
- Schützenverein Langenstraße-Heddinghausen-Eickhoff
- Förderverein Langenstraße-Heddinghausen
- KFD Frauengemeinschaft Langenstraße-Heddinghausen
- Tennisverein Langenstraße-Heddinghausen

## Infrastruktur

### Bildung
Langenstraße besaß einen städtischen Kindergarten.

### Verkehr
Eine Buslinie der Westfalenbus GmbH, die Linie 673 von Rüthen über Meiste nach Oestereiden, verläuft durch Langenstraße-Heddinghausen.

## Persönlichkeiten

### Söhne und Töchter der Stadt
- Ursula Happen, vermutlich vor 1652 als Hexe hingerichtet. Ihr Name findet sich in den Prozessakten der Witwe Engela Borris des Gogerichts Rüthen 1652. Eventuell besteht verwandtschaftliche Beziehung zu dem Mann Freunnd Happen aus Meiste bei Rüthen, der 1660 wegen des Verdachtes der Zauberei angeklagt wurde. An das Schicksal von Ursula Happen erinnert die Skulpturengruppe Frauen an Schandpfählen (1996) von dem Sendenhorster Bildhauer Bernhard Kleinhans, einem Nachfahren.
- Henrich Rike genannt Twerg, von Oestereiden gebürtig, am 20. September 1652 wegen des „abscheulichen Zauberlasters“ als Hexer hingerichtet.
- Wilhelm Gössmann (* 20. Oktober 1926 in Rüthen-Langenstraße; † 2. Januar 2019) war ein deutscher Literaturwissenschaftler.

Am 31. März 2011 beschloss die Stadtvertretung Rüthen eine sozialethische Rehabilitation der im Bereich der heutigen Stadt Rüthen während des 16. und 17. Jahrhunderts im Rahmen der Hexenverfolgungen unschuldig verurteilten und hingerichteten Personen.